# Tetê
Mateus Cardoso Lemos Martins (ur. 15 lutego 2000 w Alvoradzie) – brazylijski piłkarz występujący na pozycji skrzydłowego. Wychowanek Grêmio. Młodzieżowy reprezentant Brazylii.

## Sukcesy[1]

### Szachtar Donieck:
- Mistrzostwo Ukrainy: 2018/19, 2019/20
- Puchar Ukrainy: 2018/19
- Superpuchar Ukrainy: 2021/22[2]